# Julius Rosen
Julius Rosen, pseudonym för Nicolaus Duffek, född den 8 oktober 1833 i Prag, död den 4 januari 1892 i Görz, var en tysk lustspelsförfattare.
Rosen var 1880-91 överregissör och dramaturg i Wien. Han hade stor framgång med sina roande pjäser, som håller en medelväg mellan intrigkomedin och farsen. Bland dem kan nämnas Garibaldi, Männer von heute, Das Damoklesschwert, Ein Held der Reklame, O, diese Männer!, Il bacio, Dilettanten, Ein Herkules och Die Egoisten. Rosens Gesammelte dramatische Werke utgavs i 14 band 1870-88. Flera av hans lustspel uppfördes på svenska skådebanor.